# Raspe Henrik német ellenkirály
Raspe Henrik vagy Türingiai Henrik (németül: Heinrich Raspe), (1204 körül – Wartburg vára, 1247. február 16./17.) türingiai tartománygróf 1241-től, német ellenkirály 1246-tól haláláig.

## Élete

### Ifjúsága
I. Hermann türingiai tartománygróf és bajor Zsófia másodszülött fia. Miután bátyja, Kegyes Lajos 1227-ben meghalt, fegyverrel támadt sógornője, az özvegy Árpád-házi Szent Erzsébet ellen, és gyermekeivel együtt kiűzte Wartburg várából. 1241-ben bekebelezte Türingiát és a szász Pfalzot, amely fölött addig II. Hermann unokaöccsének gyámjaként uralkodott.
1241-ben Raspe Henrik hathatósan támogatta a cseheket a mongolok betörései ellen. A pápa és a császár közötti harcokban a pápa zászlaja alatt küzdött.

### Megválasztása
Miután az első lyoni zsinat II. Frigyes császárt 1245-ben megfosztotta trónjától, a pápa hívei (a mainzi és a kölni érsekek; a würzburgi, a speyeri, a strassburgi, a metzi püspökök; a brabanti herceg valamint a kisebb türingia-hesseni feudális urak) 1246. május 22-én Veitshöchheimben (Würzburg mellett) Henriket választották meg ellenkirálynak.
A pápai támogatás miatt ellenfelei „Paffenkönig”-nek gúnyolták. A pápai pénzen toborzott sereggel Raspe Henrik Frankfurtnál 1246. augusztus 5-én legyőzte IV. Konrád királyt. Ezt követően ellenfelét birtokaitól megfosztottnak nyilvánította, majd a Hohenstaufok fő hatalmi területére, a Svábföldre vonult, ám itt a városok kitartottak Konrád mellett. Reutlingen nem adta meg magát, Ulmot is sikertelenül ostromolta, a város felmentésére érkező Konrádtól pedig vereséget szenvedett.
Szerencsétlenségére Ulm ostrománál súlyosan megbetegedett. Wartburg várába húzódott vissza, ahol hamarosan befejezte életét. Vele kihalt a türingiai tartománygrófok férfiága; ezt követően indult meg a türingiai örökösödési háború.